# Oscar Martínez (acteur)
Pour les articles homonymes, voir Oscar Martínez et Martínez.
Oscar Martínez, né le 23 octobre 1949 à Buenos Aires, est un acteur argentin.

## Biographie
Il est lauréat du premios Konex en 1991 pour l'ensemble de son travail au cinéma et, de nouveau, en 2001, pour l'ensemble de son travail au théâtre.
Il reçoit la Coquille d'argent du meilleur acteur à l'édition 2008 du Festival international du film de Saint-Sébastien pour son rôle dans Les enfants sont partis de Daniel Burman.
En 2016, il reçoit la Coupe Volpi de la meilleure interprétation masculine lors de l'édition l'édition 2016 du Festival de Venise, pour le rôle de Daniel Mantovani dans Citoyen d'honneur.

## Filmographie

### Au cinéma
- 1971 : La gran ruta
- 1972 : El profesor Tirabombas
- 1974 : La tregua : Jaime
- 1984 : La Rosales
- 1984 : Asesinato en el Senado de la Nación : Federico Pinedo
- 1985 : Contar hasta diez : Ramón Vallejos
- 1985 : La cruz invertida
- 1986 : Les Longs Manteaux (Expreso a la emboscada) : Figueras
- 1986 : Soy paciente
- 1987 : Los dueños del silencio : Lieutenant Rodrigues
- 1988 : Tango, Bayle nuestro
- 1992 : ¿Dónde estás amor de mi vida que no te puedo encontrar?
- 1995 : Tu ne mourras pas sans me dire où tu vas (No te mueras sin decirme adónde vas) : Oscar
- 1998 : Cómplices : Julio
- 2001 : Berlin is in Germany : Enrique
- 2003 : La Fiesta : Pedrito
- 2008 : Les enfants sont partis (El nido vacío) : Leonardo
- 2014 : Les Nouveaux Sauvages (Relatos salvajes) : Mauricio
- 2015 : Paulina (La patota) : Fernando, le père
- 2015 : El espejo de los otros
- 2015 : Kóblic : Velarde
- 2016 : Inseparables : Felipe
- 2016 : Citoyen d'honneur (El ciudadano ilustre) : Daniel Mantovani
- 2017 : Toc toc (es) : Federico
- 2019 : Vivir dos veces : Emilio
- 2019 : La Conspiration des belettes
- 2019 : Tu me manques (es)
- 2021 : Compétition officielle (Competencia oficial) de Mariano Cohn et Gastón Duprat : Iván Torres

### À la télévision
- 1995 : Nueve lunas (série télévisée) : Pedro Laurent
- 1996 : De poeta y de loco (série télévisée)
- 1999 : El hombre (série télévisée) : José Francisco Maciel
- 2000 : Ilusiones (compartidas) (série télévisée) : Félix Figueroa
- 2011 : El puntero (mini-série) : Floreal 'Dogo' Caruso
- 2012 : Condicionados (mini-série) : Dicky Cocker
- 2014 : Noche & Dia (série télévisée) : Guillermo Inchausti

## Distinctions

### Récompenses
- Mostra de Venise 2016 : Coupe Volpi de la meilleure interprétation masculine pour Citoyen d'honneur
- Prix Sud[Quand ?] : meilleur acteur pour Les enfants sont partis et Les Nouveaux Sauvages
- Prix Platino 2017 : meilleur acteur latino-américain